# Dioxanetétracétone
La dioxane tétracétone ou 1,4-dioxacyclohexane-2,3,5,6-tétraone est un composé organique de formule brute C4O6. C'est un oxyde de carbone qui peut être vu comme la quadruple cétone du 1,4-dioxane ou comme un dimère de l'oxiranedione (C2O3), l'hypothétique anhydride de l'acide oxalique.
En 1998, l'équipe de Paolo Strazzolini a déclaré avoir synthétisé ce composé en faisant réagir du chlorure d'oxalyle, (COCl)2 ou le bromure, (COBr)2 avec une suspension d'oxalate d'argent (Ag2C2O4) dans l'éther à −15 °C, suivi par une évaporation du solvant à basses température et pression. Le composé est stable quand il reste dissous dans l'éther ou le chloroforme à −30 °C mais se décompose en un mélange 1:1 de monoxyde de carbone (CO) et de dioxyde de carbone (CO2) à 0 °C.